# Litoria louisiadensis
Espèce
Synonymes
- Hyla louisiadensis Tyler, 1968

Statut de conservation UICN

 LC  : Préoccupation mineure
Litoria louisiadensis est une espèce d'amphibiens de la famille des Pelodryadidae.

## Répartition
Cette espèce est endémique des Louisiades en Papouasie-Nouvelle-Guinée. Elle se rencontre dans les îles Rossel et Vanatinai.

## Description
Litoria louisiadensis mesure de 26 à 29 mm pour les mâles.

## Étymologie
Son nom d'espèce, composé de louisiad[es] et du suffixe latin -ensis, « qui vit dans, qui habite », lui a été donné en référence au lieu de sa découverte, les Louisiades.

## Publication originale
- Tyler, 1968 : Papuan hylid frogs of the genus Hyla. Zoologische verhandelingen, vol. 96, p. 1-203 (texte intégral).